# Agrypnus variabilis
Agrypnus variabilis es una especie de escarabajo del género Agrypnus, tribu Agrypnini, familia Elateridae. Fue descrita científicamente por Candèze en 1857.
Especie nativa de Australia. Suele ser encontrada en zonas y áreas húmedas. También está considerada una plaga y puede afectar cultivos de caña de azúcar.